# Бакхаус, Мио
Мио Бакхаус (нем. Mio Backhaus; род. 16 апреля 2004, Мёнхенгладбах, Северный Рейн-Вестфалия) — немецкий футболист, вратарь клуба «Вердер».

## Клубная карьера
Бакхаус — воспитанник клубов «Алеманния» (Ахен) и «Вердер». 13 марта 2022 года в матче против «Тевтонии 05» он дебютировал за «Вердер II» в Региональной лиге Германии зона «Юг». 3 апреля 2022 года в матче против «Зандхаузен» Мио попал в заявку основного «Вердера» во второй Бундеслиге.
В июле 2023 года, Бакхаус на правах аренды стал игроком вышедшего в Эредивизи «Волендама». Он должен был заменить Филипа Станковича, который спустя два сезона вернулся в «Интернационале». 11 августа 2023 года в матче против «Витесса» он дебютировал в голландской Эредивизи.